# Pseudo viscaina
Pseudo viscaina är en kräftdjursart som först beskrevs av J. L. Barnard 1967.  Pseudo viscaina ingår i släktet Pseudo och familjen Stegocephalidae. Inga underarter finns listade i Catalogue of Life.